# Moçambiques damlandslag i volleyboll
Moçambiques damlandslag representerar Moçambique i volleyboll på damsidan. De har framförallt sedan 2000 deltagit i olika internationella tävlingen, med begränsade framgångar. Vid lusofoniska spelen 2014 tog de brons.